# Саломе Зурабішвілі
Саломе́ Зурабішві́лі (груз. სალომე ზურაბიშვილი, фр. Salomé Zourabichvili; нар. 18 березня 1952, Париж, Франція) — грузинська державна діячка, французька та грузинська дипломат, 5-й Президент Грузії.
Лідер партії «Шлях Грузії». Раніше — голова «Громадського руху Саломе Зурабішвілі» (2005—2006), міністр закордонних справ Грузії (2004—2006), надзвичайний і повноважний посол Франції в Грузії, голова Генерального секретаріату національної оборони Франції з міжнародних питань і стратегії (2001—2003). Тривалий час працювала в МЗС Франції. Має грузинське громадянство.

## Біографія
Саломе Зурабішвілі народилася 18 березня 1952 року в Парижі у сім'ї грузинських політичних емігрантів Левана Зурабішвілі (1906—1975) та Зейнабі Кедії, які залишили Грузію в 1921 році. Дід по батькові — Іван Іванович Зурабішвілі — входив в уряд незалежної Грузії у 1918 та 1921 роках.
У 1972 році закінчила Паризький інститут політичних досліджень та в 1973 — Колумбійський університет у США. Володіє грузинською, французькою, англійською, німецькою, італійською мовами.
Змінила багато посад у французьких зовнішньополітичних відомствах:
- У 1974 розпочала свою дипломатичну кар'єру в міністерстві європейських і закордонних справ Франції.
- У 1974—1977 — 3-я секретар Посольства Франції в Італії.
- У 1977—1980 — 2-а секретар постійної місії Франції в ООН.
- У 1980—1984 — співробітниця центру аналізу і прогнозування центрального апарату МЗС Франції.
- У 1984—1988 — 1-а секретар посольства Франції в США.
- У 1989—1992 — 2-а секретар посольства Франції в Чаді.
- У 1992—1993 — 1-а секретар постійної місії Франції в НАТО.
- У 1993—1996 — заступниця французького постійного представника у Європейському Союзі.
- У 1996—1997 — технічна радниця кабінету Міністерства Європи та закордонних справ.
- У 1997—1998 — інспектор МЗС Франції.
- У 1998—2001 — працівниця Управління МЗС Франції з питань стратегії, безпеки та роззброєння.
- У 2001—2003 — очолила Генеральний секретаріат національної оборони Франції з міжнародних питань і стратегії.
- У 2003—2004 — Надзвичайний і Повноважний Посол Франції в Грузії.

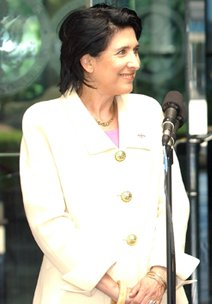
Саломе Зурабішвілі в червні 2004 р.

З 20 березня 2004 року до 19 жовтня 2005 була міністром закордонних справ Грузії. Стала першою жінкою, яка очолила міністерство закордонних справ Грузії. Це рішення Саакашвілі обговорив з французьким президентом Жаком Шираком, заявивши після цього, що «дипломата такого класу у Грузії ніколи не було».
Одним зі своїх головних успіхів на посту міністра закордонних справ Зурабішвілі вважала прийняття рішення про виведення з країни російських військових баз. В одному зі своїх виступів вона навіть заявила, що вважає це історичним досягненням.
20 жовтня 2005 була знята з міністерської посади. Зняттю передував різкий виступ Зурабішвілі в ефірі телеканалу «Руставі-2». Вона звинуватила партію «Єдиний національний рух» і особисто спікерку Ніно Бурджанадзе в прагненні встановити в країні «кланову диктатуру». На думку спостерігачів, конфлікт між Зурабішвілі і Бурджанадзе був викликаний тим, що голова МЗС намагалася підпорядкувати собі всю роботу послів, які часто діяли, керуючись вказівками парламенту.
З 2005 року пішла в опозицію до Міхеїла Саакашвілі. У 2005 році створила та очолила опозиційний «Громадський рух Саломе Зурабішвілі», з березня 2006 — політичну партію «Шлях Грузії». Заявила, що в російсько-грузинській війні 2008 першою почала не Росія, а саме Грузія. Розповідаючи про програму партії, Зурабішвілі пропонувала орієнтуватися на «реальну і ефективну демократію», а також на «грузинські цінності, виправдані історією». Основним зовнішньополітичним партнером Грузії ексміністр назвала США.
У листопаді 2010 року заявила про відхід від грузинської політики. За її словами, вона прийняла це рішення, переконавшись, що в Грузії немає демократії і опозиція не може працювати в країні. Повідомлялося, що Зурабішвілі очолить комісію Ради безпеки ООН з питання санкцій проти Ірану.
28 листопада 2018 року як незалежний кандидат, при підтримці правлячої «Грузинської мрії», на виборах обрана президентом Грузії. Зурабішвілі здобула перемогу в другому турі з результатом 59,56 %. Інавгурація відбулася 16 грудня 2018 року.
29 грудня 2024 року керівна партія Грузії Грузинська мрія більшістю у складі виборчої комісії обрали новим президентом футболіста Михаїла Кавелашвілі, це сталося під час масових протестів громадян проти проросійської політики Іванішвілі та його соратників. Зурабішвілі своєю чергою, підтримувала саме протестувальників і відмовилася покидати посаду. В США заявили, що офіційно визнають Зурабішвілі єдиним легітимним президентом Грузії до перевиборів.

## Родина та особисте життя
У шлюбі із першим чоловіком Ніколозом Ґорестані народилося двоє дітей: дочка Кетеван і син Теймураз.
Вдруге Саломе Зурабішвілі була одружена з радянським дисидентом та журналістом Жанрі Кашією (нар. 1939 — пом. 2012), який отримав політичний притулок у Франції, а згодом продовжив кар'єру журналіста в незалежній Грузії.
Геллен Каррер-д'Анкосс  (уроджена Зурабішвілі), двоюрідна сестра, є постійним секретарем Французької академії наук.
Іван Зурабішвілі, дідусь по батьку, входив в уряд незалежної Грузії в 1918 та 1921 роках. Ніко Ніколадзе, прадідусь, був засновником морського порту в Поті та ініціатором будівництва грузинської залізниці. Обидва вони були соратниками письменника та громадського діяча, «батька грузинської нації» Іллі Чавчавадзе.
Має два громадянства — французьке та грузинське.

## Нагороди та почесні звання

### Франція
- Ордена Почесного легіону;
- Орден «За заслуги».

### Польща
- Орден «За заслуги перед Польщею» (Польща).

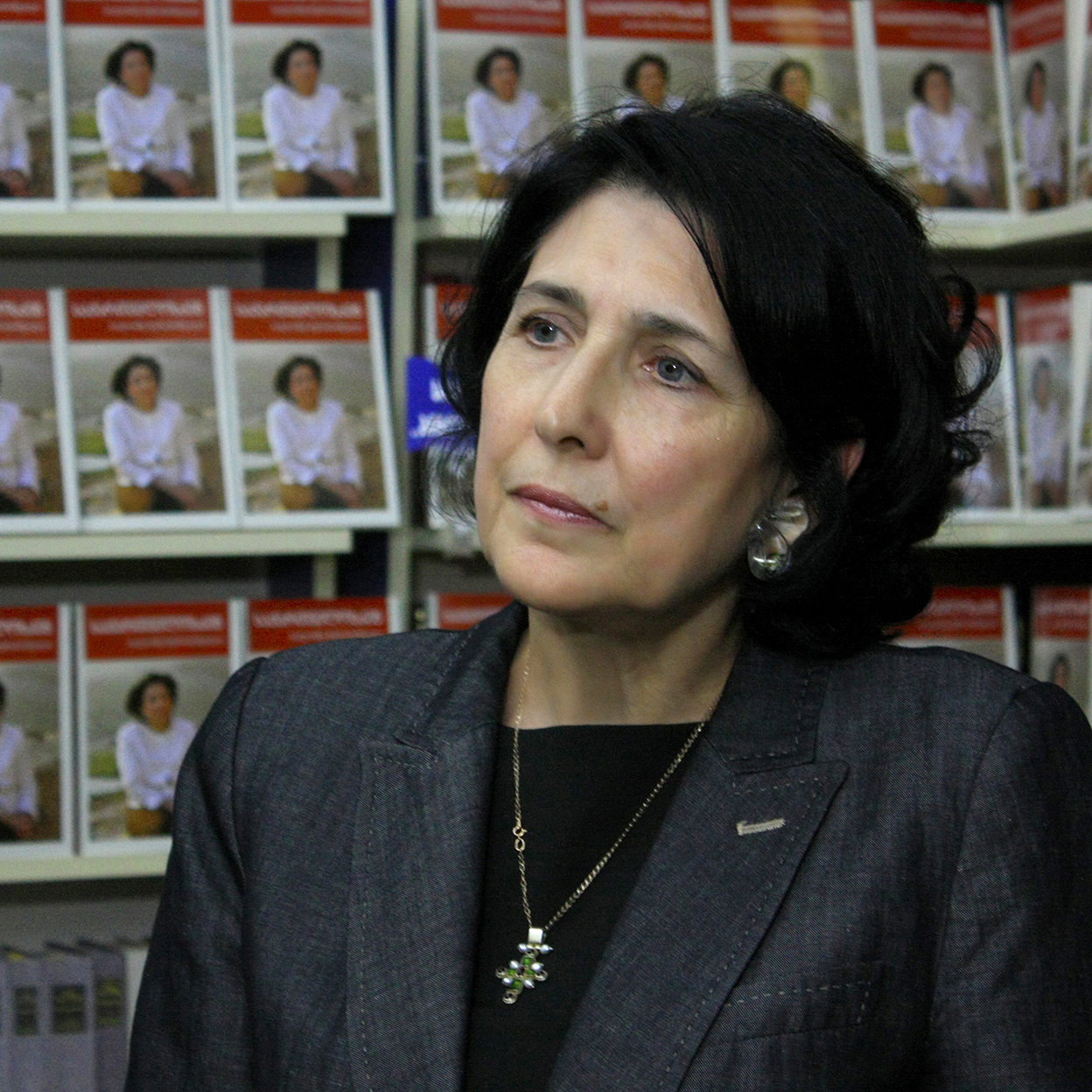
На презентації своєї книги. 26 вересня 2013 р.